# Жуки (Гомельская область)
Жуки (бел. Жукі́) — деревня в Кочищанском сельсовете Ельского района Гомельской области Белоруссии.

## География
В 15 км на юго-запад от районного центра и железнодорожной станции Ельск (на линии Калинковичи — Овруч), в 197 км от Гомеля.
На юге, севере и западе мелиоративные каналы, соединённые с канавой Шира.

## Транспортная сеть
На автомобильной дороге Старое Высокое — Ельск. Планировка состоит из прямолинейной улицы почти широтной ориентации, застроенной двусторонне деревянными домами усадебного типа.

## История
По письменным источникам известна с XIX века как деревня в Мозырском уезде Минской губернии. По ревизским материалам 1850 года владение Песецких. В 1879 году упоминается как селение Ремезовского церковного прихода. В 1908 году в Скороднянской волости.
В 1930 году создан колхоз «Красный Октябрь», работала кузница. Во время Великой Отечественной войны в июле 1942 года оккупанты сожгли деревню и убили 23 жителей. Летом 1943 года каратели убили здесь более 3,5 тыс. мирных жителей, привезённых из разных мест Ельского и других районов Полесской области (похоронены в могиле жертв фашизма в центре деревни). 32 жителя погибли на фронте. В 1959 году в составе колхоза «Революция» (центр — деревня Кочищи).

## Население
- 1850 год — 18 дворов, 269 жителей.
- 1897 год — 35 дворов, 251 житель (согласно переписи).
- 1908 год — 46 дворов.
- 1924 год — 57 дворов, 256 жителей.
- 1940 год — 64 двора, 290 жителей.
- 1959 год — 160 жителей (согласно переписи).
- 2004 год — 38 хозяйств, 94 жителя.

## Достопримечательность
- Памятник жертвам фашизма[1]